# 可变码率
可变码率（英語：Variable bitrate，簡稱）这是一个用来形容通信服务质量（QoS for Quality of Service）的术语。和该词相对应的词是固定码率，英文constant bit rate，缩写CBR。
例如，使用MP3格式的音频编解码器，音频文件可以以8~320kbps的可变码率进行压缩，得到相对小的文件来节约存储空间。
当形容编解码器的时候，VBR编码指的是编码器的输出码率（或者解码器的输入码率）可以根据编码器的输入源信号的复杂度自适应的调整，目的是达到保持输出质量保持不变而不是保持输出码率保持不变。VBR适用于存储（不太适用于流式传输），可以更有效地利用有限的存储空间：用比较多的码字对复杂度高的段进行编码，用比较少的码字对复杂度低的段进行编码。
像Vorbis这样的编解码器和几乎所有的视频编解码器内在的都是VBR的。MP3文件也可以以VBR的方式进行编码。